# Stanisław Rzepecki
Stanisław Rzepecki z Rzepek (zm. przed 19 grudnia 1716) – wojski lubelski.
Po raz pierwszy jako wojski lubelski występuje 25 kwietnia 1700. Jeszcze 27 lipca 1696 ten urząd piastował Franciszek Kossowski. Rzepecki żył jeszcze 10 kwietnia 1714. Zmarł przed 19 grudnia 1716, ponieważ tego dnia nominację na wojskiego lubelskiego otrzymał Józef Szaniawski.